# Marco Poncio Leliano
Marco Poncio Leliano (en latín: Marcus Pontius Laelianus) fue un senador romano del siglo II, que desarrolló su carrera política bajo los imperios de Antonino Pío y Marco Aurelio y Lucio Vero. 

## Orígenes y carrera
Original de Baeterrae (Beziers, Francia) en la Galia Narbonense, era hijo de Marco Poncio Leliano Larcio Sabino, consul suffectus en 145, bajo Antonino Pío. 
Su primer cargo conocido es el de consul ordianrius en 163, bajo Marco Aurelio y Lucio Vero. Ante la turbulenta situación que se entreveía en el limes del Danubio, fue nombrado por voluntad de Marco Aurelio y Lucio Vero goberndor de la provincia Moesia Inferior entre los años 166 y 167.